# Luciano Russo
Luciano Russo (né le 23 juin 1963 à Lusciano) est un prélat catholique italien de la Curie romaine, ancien nonce apostolique pour le Saint-Siège.

## Biographie
Luciano Russo est né le 23 juin 1963 à Lusciano dans la province de Caserte en Italie.
Il a fréquenté l'école primaire chez les Sœurs oblates du Sacré-cœur de Jésus, puis le collège et lycée au séminaire d'Aversa. Étudiant au collège Capranica à Rome de 1981 à 1988, il a obtenu un baccalauréat en philosophie et de théologie à l'Université pontificale grégorienne, il fait une thèse sur les organisations internationales.
Le 1er octobre 1988, il est ordonné prêtre pour le diocèse d'Aversa. De 1988 à 1991 il est professeur de lettres à l'école secondaire du séminaire d'Aversa et vicaire dans la paroisse de Saint Michael du chemin de fer à Aversa. En septembre 1991, il étudie à l'Académie pontificale ecclésiastique à Rome, où il étudie la diplomatie ecclésiastique et y est diplômé en droit canonique à l'Université pontificale du Latran.
Entré au service diplomatique du Saint-Siège le 1er juillet 1993, il travaille alors successivement auprès des représentations pontificales en Papouasie-Nouvelle-Guinée (en), en Honduras (en), en Syrie (en), au Brésil (en), aux Pays-Bas (en), aux États-Unis, au Honduras (en) et en Bulgarie (en).
Le 27 janvier 2012 il est nommé nonce apostolique et est élevé à épiscopat au siège titulaire de Monteverde (de), avec la dignité d'archevêque. Le 16 février il est nommé nonce apostolique au Rwanda. Il reçoit la consécration épiscopale le 14 avril 2012 du cardinal Tarcisio Bertone, assisté de Giovanni Angelo Becciu et de Angelo Spinillo (it). Le 14 juin 2016, il est nommé nonce apostolique en Algérie et en Tunisie, puis le 22 août 2020 il est nommé au Panama (en). 
Le 18 décembre 2021, le pape François le nomme nonce apostolique en Uruguay (en).
Le 10 septembre 2022, il est nommé Secrétaire pour les représentations pontificales à la Secrétairerie d’État par le pape François.

## Succession apostolique
Luciano Russo a ordonné les évêques suivants :
- Archevêque Simón Bolívar Sánchez (es) (2025)